# Nouvion-le-Vineux
Nouvion-le-Vineux è un comune francese di 166 abitanti situato nel dipartimento dell'Aisne della regione dell'Alta Francia.

## Società

### Evoluzione demografica
Abitanti censiti